# 戰場 (短篇故事)
《戰場》是一部由史蒂芬·金於1972年所著的短篇小說，當時發佈在Cavalier雜誌上，後來收錄在短篇小說集《有時候，他們會回來》內，2006年，特納電視網連同數個其他史蒂芬·金的短篇故事改編成電視影集。

## 故事簡介
藍蕭是一名殺手，一次他任務完成後回家，收到了一份包裹，拆開後發現是被殺者家屬寄出的，內裡有一堆玩具兵和玩具兵器，這些士兵都擁有生命，奉命殺掉藍蕭。藍蕭雖然是一個出色的殺手，不過都被這班擁有強大火力的玩具兵逼得節節後退。藍蕭惟有用汽油一把火將整班玩具兵燒死，誰知道包裹內有一個玩具核彈頭，一遇熱即發生強力爆炸，藍蕭當場炸死。